# Plaza Altabrisa

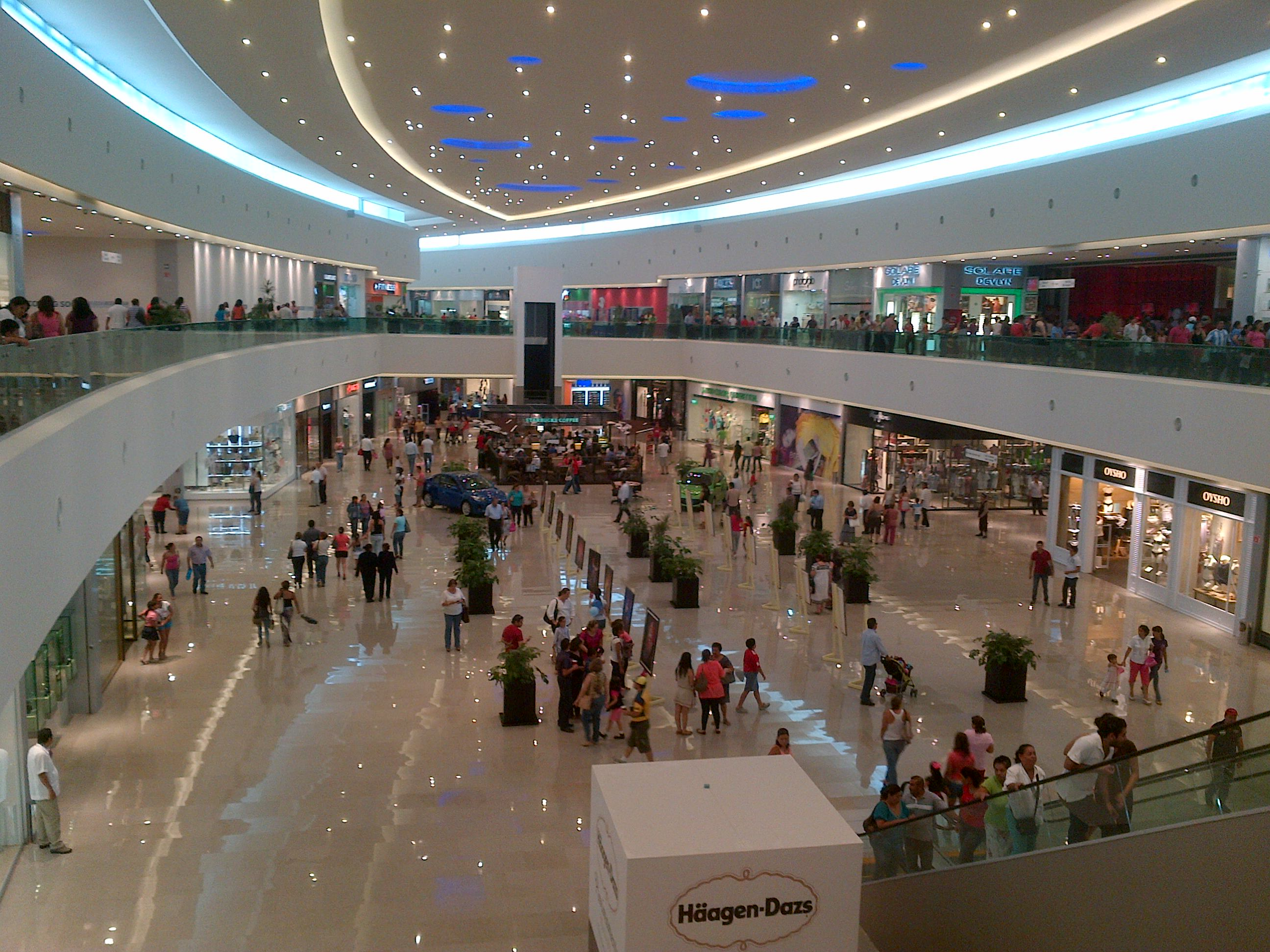
Plaza Altabrisa Villahermosa

Plaza Altabrisa también conocida como Plaza Altabrisa Tabasco, es un centro comercial, ubicado en la ciudad de Villahermosa, Tabasco sobre el Circuito Interior Carlos Pellicer Cámara.

## Historia del proyecto
Ante el constante dinamismo que vive la ciudad de Villahermosa y sus alrededores producto de la actividad petrolera de la región y a la falta de un espacio donde se tuviera un centro comercial a la altura de los mejores del país, nace el concepto de Plaza Altabrisa.
Desde el año 2008 se comienza a tener una idea más clara de lo que sería este gran proyecto comercial, que albergaría a las tiendas departamentales más importantes del país. Aunque en años previos, ya se rumoraba la instalación de dichas tiendas en diferentes sectores de la ciudad.
Plaza Altabrisa captó el interés de inversionistas y grupos comerciales, para el desarrollo de un mercado desatendido en la región, centros residenciales de alto poder adquisitivo, corporativos, hoteles (proyectados), hospitales (proyectados) y otros servicios.
Plaza Altabrisa se crea del esfuerzo conjunto de Grupo Carso y Grupo Arco, firma de asesoría y desarrollo de proyectos inmobiliarios de la ciudad de Mérida, Yucatán, quien encarga a A+A Arquitectos del Arq. Fernando Ancona Teigell el proyecto de diseño de la plaza. El objetivo claro de éste 'Fashion mall' era tener todo en un mismo lugar, para una gran experiencia de compra. El centro comercial fue concebido a partir de un minucioso estudio de mercado, proyecto arquitectónico, de impacto ambiental que elaboró el despacho que encabeza el Arq. José Luis Evia Góngora con A+A Arquitectos, con gran experiencia en diseño de centros comerciales en las ciudades de Mérida y Cancún. El 26 de mayo de 2010 es finalmente presentado el proyecto ante los medios de comunicación, diferentes órdenes de gobierno y empresarios.
La estética no sólo está dada por los acabados de lujo con los que Plaza Altabrisa cuenta, sino por la combinación de los mismos en armonía con la comodidad que brinda un espacio cerrado totalmente climatizado (acorde a la región calurosa).
La funcionalidad se observa en la limpia distribución de los locales comerciales y la ubicación de las tiendas departamentales, así como en la concentración del área de servicios, seguridad y fácil acceso.
Durante su edificación, Plaza Altabrisa contribuyó a la amplación del Circuito Interior Carlos Pellicer Cámara, que viene a desahogar el tráfico al sur de la ciudad.
El día 8 de diciembre de 2011 Plaza Altabrisa fue inaugurado por el C. Gobernador del Estado Andrés Granier Melo surgiendo como el principal desarrollo comercial en la zona sur de la ciudad, el más importante de la región sursureste de México con las tiendas más exclusivas y prestigiadas de México, con capacidad para más de 5000 autos y acceso desde el recientemente ampliado Circuito Interior .
Plaza Altabrisa conjuga en un espacio de más de 175,000 m² de superficie a tiendas como El Palacio de Hierro, la segunda tienda de Liverpool, Sears, un complejo cinemátográfico de primer nivel con salas platino de la cadena Cinemex, variados restaurantes y entretenimiento para todos los gustos, lo que hace uno de los centros comerciales más grande e integrado del país.

## Oferta Comercial

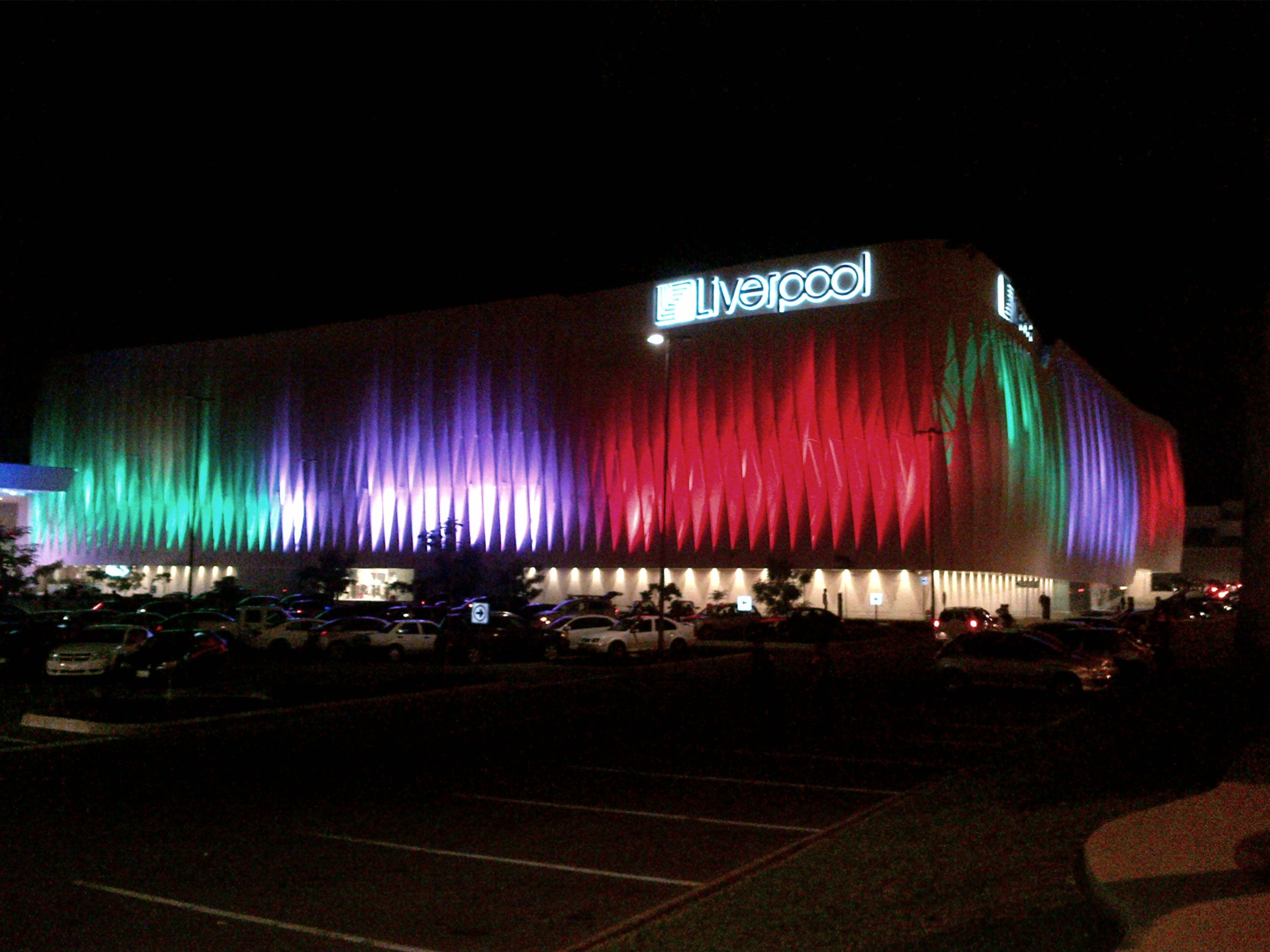
Fachada de Liverpool Villahermosa Altabrisa, inaugurado en marzo de 2012.

Con más de 5,000 autos de capacidad en su estacionamiento, Plaza Altabrisa cuenta con 172 locales comerciales, 3 tiendas departamentales, 1 complejo de 15 salas de cine (5 platino) y varias sub-anclas.
Destacan la primera departamental en el sursureste de México de El Palacio de Hierro, inaugurada el 25 de octubre de 2012 en una gran fiesta que tuvo lugar dentro de la tienda departamental, teniendo como invitados de honor al Gobernador del Estado, al Presidente de Grupo BAL Alberto Baillères González, políticos, sociedad tabasqueña e invitados de la sociedad de la Ciudad de México. Su desplante es de más de 24,000 m² de construcción ofreciendo en dos niveles de piso de ventas 18,580 m² los mundos de damas, caballeros, joyería, maternidad, zapatos, hogar, electrónica, deportes, infantil, lujo y otros. Se prevé una ampliación del piso de ventas para quedar en tres niveles en el corto plazo.
En el clúster comercial también destaca la de Liverpool, inaugurada el 27 de marzo de 2012. Es la tercera unidad de la firma Liverpool en la ciudad y la cuarta del grupo. Esta nueva tienda, con nuevo formato y una arquitectura 'sui géneris', es una de las más grandes del país e importantes para el grupo Liverpool. Cuenta con más de 34,000 m² de construcción y ofrece a sus clientes más de 26,400 m² de piso de ventas distribuidos en 3 niveles. Presenta su novedoso concepto 'Experiencia Gourmet', con muy buena aceptación.
Por primera vez incursionando en Tabasco entra Sears con una tienda cerca a los 22,500 m² de piso de ventas en 3 niveles. Es de sus tiendas más grandes del grupo. Presenta un nuevo concepto ecológico-arquitectónico en el interior de su tienda.
Bajo un moderno complejo de salas digitales abre Cinemex en la capital de Tabasco, teniendo 10 salas en concepto normal y 5 salas en concepto Platino, con gran lujo. Destaca también la tienda departamental Sanborns con un nuevo concepto, la tiendas de hogar The Home Store, un espacio dedicado para el hogar.
En Plaza Altabrisa desembarcan nuevos conceptos, giros, tiendas a la ciudad y a la región. 
Posee una terraza con restaurantes como Chilli's, Boston's, Friday's y iHop. También cuenta con un amplio Food Court con comida desde japonesa, china, norteña, regional, estadounidense, deli y demás.

## Actualidad
Ante el éxito de la plaza se visualiza una ampliación a un tercer nivel de todo el conjunto comercial, aunque aún no hay fecha definida para esto. También en una zona anexa al complejo comercial se prevé la instalación del Hotel Marriott, el Hospital Star Médica y una torre de oficinas.

## Tiendas
- Departamentales:

- El Palacio de Hierro
- Liverpool
- Sears
- Entretenimiento

- Cinemex
- Boliche
- Experiencia Gourmet